# لويس كول
لويس كول (بالإسبانية: Lluís Coll) (3 أغسطس 1937 في إسبانيا - 8 يناير 2008 في إسبانيا) هو مدرب كرة قدم ولاعب كرة قدم إسباني في مركز الهجوم. شارك مع منتخب إسبانيا تحت 21 سنة لكرة القدم ومنتخب كاتالونيا لكرة القدم. أما مع النوادي، فقد لعب مع نادي برشلونة ونادي جيرونا ونادي غرناطة ونادي فالنسيا ونادي أولوت ونادي فيغيراس ‏ ونادي كوندال.

## وصلات خارجية
- لويس كول على موقع قاعدة بيانات كرة القدم.إي يو (الإنجليزية)
- لويس كول على موقع عالم كرة القدم.نت (الإنجليزية)